# Bar B C Dude Ranch
Le Bar B C Dude Ranch est un ranch hôtelier américain situé dans le comté de Teton, dans le Wyoming. Protégé au sein du parc national de Grand Teton, il est inscrit au Registre national des lieux historiques depuis le 23 avril 1990.